# بایوگراف
بایوگراف (انگلیسی: Biograph) شرکت فیلم‌سازی آمریکایی است، که در سال ۱۸۹۵ توسط ویلیام کندی دیکسون تأسیس شد.